# James Blaine
James Gillespie Blaine (ur. 31 stycznia 1830 w West Brownsville w stanie Pensylwania, zm. 27 stycznia 1893 w Waszyngtonie) – amerykański polityk, deputowany i spiker Izby Reprezentantów, senator stanu Maine, dwukrotny Sekretarz Stanu, najważniejszy lider polityczny Partii Republikańskiej w okresie po wojnie secesyjnej, kandydat na urząd prezydenta w 1884, przegrał z Groverem Clevelandem.
Rzecznik panamerykanizmu, inicjator zwołania pierwszej z międzynarodowych konferencji państw amerykańskich w latach 1889–1890 i jej przewodniczący.